# Provincia di Lao Cai
Lao Cai (vietnamita: Lào Cai) è una provincia del Vietnam, della regione di Dong Bac. Occupa una superficie di 6383,9 km² e ha una popolazione di 730.420 abitanti. 
Il capoluogo provinciale è Lào Cai.

## Distretti
Di questa provincia fanno parte i distretti:
- Bắc Hà
- Bảo Thắng
- Bảo Yên
- Bát Xát
- Mường Khương
- Sa Pa
- Si Ma Cai
- Văn Bàn